# Pierre Dumont (sculpteur)
Pour les articles homonymes, voir Pierre Dumont et Dumont.
Pierre Dumont, né vers 1660 à Valenciennes, est un sculpteur français. 

## Biographie
Il est le fondateur d'une dynastie qui compta cinq générations de sculpteurs, jusqu'à Augustin Dumont (1801-1884). Membre de l'Académie de Saint-Luc, il travailla au chantier de la chapelle royale de Versailles en 1709-1710, puis sur divers chantiers en Lorraine pour le duc Léopold : château de Lunéville, château de la Malgrange, palais ducal de Nancy, primatiale de Nancy.
Il est le père des académiciens François Dumont (1688-1726), sculpteur, et Jacques Dumont le Romain (1701-1781), peintre.
Il meurt à Valenciennes le 29 janvier 1737, et est inhumé à l'église Saint-Waast.

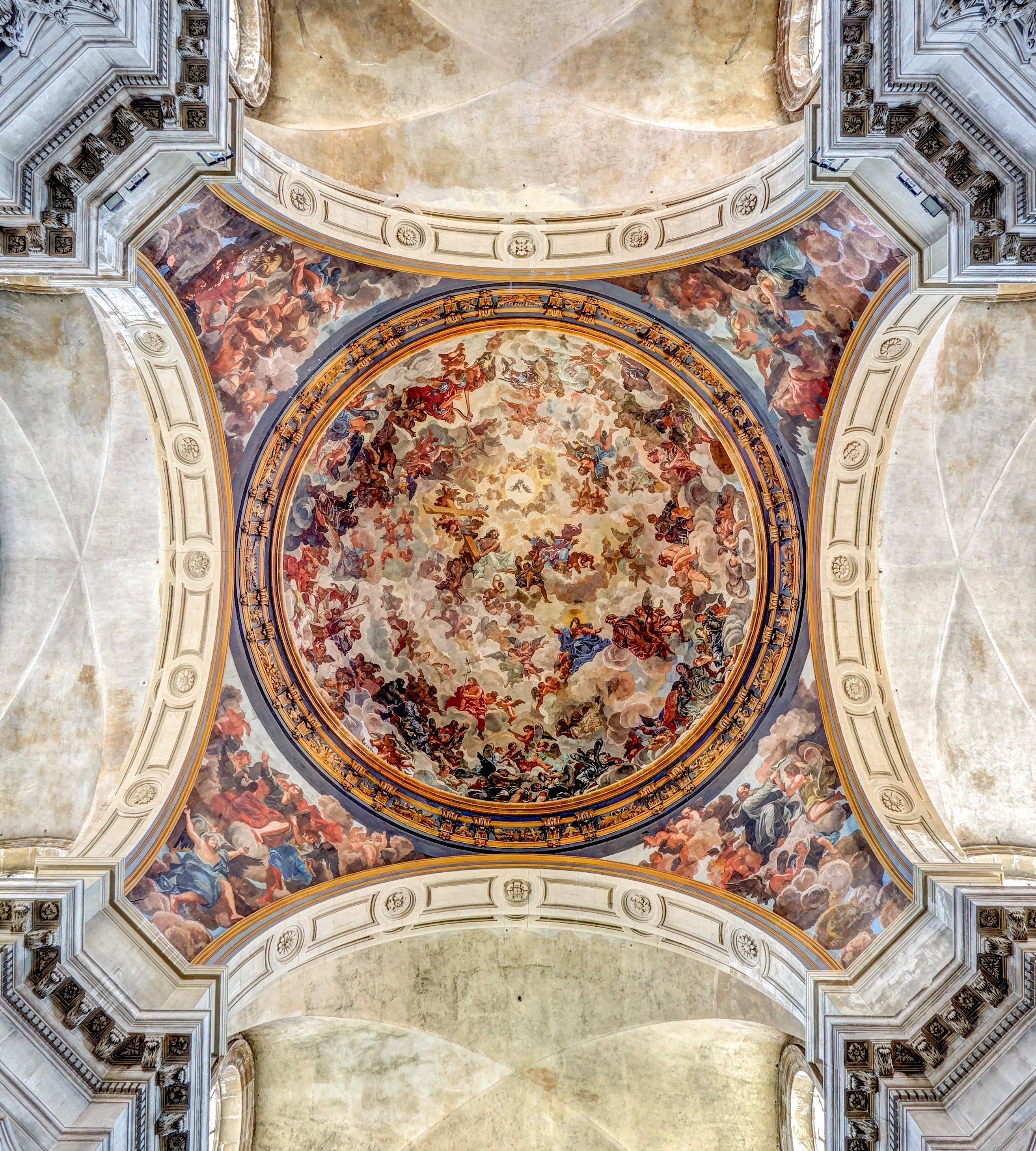
Coupole de la primatiale de Nancy par Claude Jacquart, corniche par Pierre Dumont.

## Œuvres dans les collections publiques
- Nancy, cathédrale Notre-Dame de l'Annonciation : 
  - décor des tours
  - corniche de la coupole de Claude Jacquart, 1725
- Versailles, chapelle royale : La Comparution du Christ devant Pilate, bas-reliefs et trophées d'église, 1709